# 奥さまハプニングサロン
『奥さまハプニングサロン』（おくさまハプニングサロン）は、1969年9月29日から1970年3月27日まで日本テレビ系列局で放送されたワイドショーである。放送時間は平日9:30 - 11:00 (JST) 。

## 概要
1964年4月1日、日本初のワイドショー『モーニングショー』がNET（現・テレビ朝日）系列局でスタートし、次いで各局が相次いでスタートさせた。日本テレビは、朝の番組は映画番組や再放送番組などを放送していたが、1969年10月に『モーニングショー』に遅れること5年半にしてようやくワイドショー戦線に参入した。
しかし、わずか半年で『朝のワイドショー ○○と90分』（○○には司会者名が入る）に変更された。

## 司会
- 久保晴生（月曜日・水曜日・金曜日）
- 小林完吾（火曜日・木曜日）

いずれも日本テレビアナウンサー（当時）。

## コーナー

### 日替わり
- お茶の間ゼミナール（月曜日）
- 快母快妻（月曜日）
- 花嫁の父（火曜日）
- へそくり作戦（火曜日）
- アイデアコーナー（水曜日）
- うわさばなし（水曜日）
- 芸能成長株（木曜日）
- 流行（木曜日）
- 美容コーナー（金曜日）
- レジャー案内（金曜日）

### 各曜日共通
- 今日の運勢
- 天気予報
- くらしのミニガイド
- まないた情報
- ストップモーションクイズ
- 電話クイズ